# Georg von Gaal
Georg von Gaal oder von Gaàl (* 21. April 1783 in Preßburg; † 6. November 1855 in Wien) war ein österreichisch-ungarischer Schriftsteller und Übersetzer.

## Leben
Gaal war Sohn des Registrators Michael von Gaal. Er studierte Philosophie und Rechtswissenschaft in Erlau, Preßburg sowie an den Universitäten von Pest und Wien. 1804 trat er in Eisenstadt in den Dienst des Fürsten Nikolaus II. Esterházy de Galantha. 1811 wurde er zu dessen Bibliothekar in Wien ernannt. Dort wurde er außerdem zum Galeriedirektor der Esterházy. Beide Ämter übte er bis zu seinem Tod aus.
Gaal trat bereits zu Beginn des 19. Jahrhunderts schriftstellerisch in Erscheinung. Außerdem wirkte er als Violinspieler bei den von Joseph Haydn geleiteten Soireen mit sowie bei Theateraufführungen.

## Werke (Auswahl)
- Gedichte, Wien 1806.
- Kriegeslieder der adeligen ungarischen Insurrection, Bauer, Wien 1809.
- Die Farben: Eine symbolische Scene, 1814.
- Die Nordischen Gäste oder der neunte Januar des Jahrs 1814. Ein Gedicht in zwölf Gesängen, Beck, Wien 1819.
- Polymnia. Eine Auswahl von mehr als drei tausend Stellen aus den Werken der vorzüglichsten deutschen lyrischen Dichter, älterer und neuerer Zeit, 4 Bände, Hartmann 1820–1821.
- Sprüchwörterbuch in sechs Sprachen: Deutsch, Englisch, Latein, Italienisch, Französisch und Ungrisch, Volke, Wien 1830.
- Sagen und Novellen ; Aus dem Magyarischen übersetzt, Mayer, Wien 1834.
- Allgemeiner deutscher Muster-Briefsteller für die verschiedenen gesellschaftlichen Verhältnisse, und Haus-Secretär für das Privatgeschäftsleben und alle jene Fälle, wo man ohne Dazwischenkunft beglaubigter Agenten mit Staatsbehörden schriftlich verkehren, rechtsgültige Privaturkunden eigenhändig fertigen und in Streitsachen sich selbst vertreten kann: nebst einem Abriß der Buchungswissenschaft, vergleichenden Münz-, Maß- und Gewichtstabellen und der nöthigen Auskunft über Postgegenstände, Reinhard, Guns 1835.
- Magyar nepmese gyüjtemenye Kiadtak Kavinczy Gabor es Toldy Ferehc, 3 Bände, Pfeiffer, Pest 1857–1860.